# Cyrille De Neubourg
Cyrille De Neubourg est un scénariste français de bande dessinée, qui scénarisa les énigmes de Pif Gadget, avec Moallic au dessin.